# Parathyma kresna
Parathyma kresna är en fjärilsart som beskrevs av Moore 1858. Parathyma kresna ingår i släktet Parathyma och familjen praktfjärilar. Inga underarter finns listade i Catalogue of Life.